# Romulf
Romulf ou Romulfe ou Romulfus est évêque de Reims de novembre 590 à avant 613. Il est le vingtième évêque de Reims sur la liste officielle. 
Il succède à l'évêque Egidius après la déposition de celui-ci. Il continue à promouvoir le culte de saint Remi, qui est probablement de sa famille.  

## Biographie

### Accession à l'évêché de Reims
Romulf devient évêque de Reims en novembre 590, à la place d'Egidius déposé pour trahison par les deux rois Childebert II et Gontran et la reine Brunehaut. 
Romulf est le fils de Loup de Champagne, duc en Champagne, écarté du pouvoir avant 585 et ennemi d'Egidius. Loup est ainsi vengé de l'hostilité d'Egidius par l'accession de son fils à l'épiscopat. Romulf a une sœur, épouse d'un officier royal nommé Godegisèle. 
Mais l'accession de Romulf au siège de Reims est aussi l'occasion pour Loup de se réconcilier avec Egidius, malgré l'opposition du roi Gontran. Il est donc logique de supposer que Loup et Romulf d'un côté et Egidius de l'autre, avant leur querelle, appartiennent au même réseau. Cette réconciliation est donc plutôt un retour à un ordre naturel.
Romulf permet à Grégoire de Tours d'accéder à certaines archives, que ce dernier utilise dans son Histoire des Francs.

### Culte de saint Remi
Comme son prédecesseur Egidius, Romulf continue à promouvoir le culte de saint Remi, par des legs et des constructions. Romulf appartient probablement à la famille des descendants de Remi de Reims. Les indices sont l'onomastique, l'assise régionale et l'implantation familiale à Laon,. D'après le testament de Romulf consulté par Flodoard, il lègue ses biens à l'Église de Reims, à celle de Soissons, à celle de Tours et à l'abbaye Saint-Martial de Limoges. Le legs à l'Église de Soissons s'explique si on suppose des liens familiaux avec la famille de saint Remi, dont un membre, Loup, neveu de saint Remi, est évêque de Soissons. Romulf dote aussi par testament un monastère féminin de Reims dédié à saint Pierre.
Romulf est peut-être enterré dans l'oratoire saint-Germain qu'il a fait construire à Reims. Son successeur est son archidiacre, Sonnatius ou Sonnace, qui devient évêque de Reims avant 613,.